# Giannis Kondis
Giannis Kondis (griechisch Γιάννης Κόντης, auch Albi Kondi, griechisch Άλμπι Κόντη, * 4. Januar 1989 in Albanien) ist ein ehemaliger griechischer Fußballspieler.
Der in Albanien geborene offensive Mittelfeldspieler siedelte im Alter von vier Jahren mit seiner Familie nach Griechenland über. Dort durchlief er die Jugendabteilungen AO Panaxiakos' und Panionios Athens bis 2008, kam in Athen unter Trainer Ewald Lienen aber bereits während seiner Jugendzeit zu ersten Einsätzen in Griechenlands höchster Herren-Spielklasse, der Super League. So bestritt er am 27. August der Spielzeit 2006/07 noch als 17-Jähriger sein Debüt für Panionios und absolvierte im Laufe der Saison noch weitere acht Einsätze.
Zu Beginn der anschließenden Spielzeit 2007/08 gehörte Kondis zunächst zu Athens Stammspielern, verlor dann aber seinen Platz in der Startelf und wurde nach acht Liga- sowie vier UEFA-Pokal-Einsätzen für Panionios in der Winterpause an den Zweitligisten AO Chaidari verliehen, mit dem er zum Saisonende in die Drittklassigkeit abstieg.
Daraufhin kehrte Kondis zu Panionios zurück, kam dort jedoch nur zu vier Einsätzen in der Super League während der Spielzeit 2008/09. In der Winterpause verlieh ihn der Verein deshalb erneut in die zweite Spielklasse, in welcher Kondis sieben Einsätze für Apollon Kalamarias bestritt und am 5. April 2009 sein erstes Pflichtspiel-Tor im Herrenbereich erzielte. Da er in den Planungen Panionios' jedoch nicht mehr berücksichtigt wurde, kehrte er nicht zu seinem einstigen Jugendverein zurück. Stattdessen absolvierte der zweifache Jugendnationalspieler (U-19) ein Probetraining beim deutschen Zweitligisten Hansa Rostock und wurde letztlich nicht verpflichtet.
2021 beendete er nach mehreren Wechsel seine aktive Karriere.

## Nachweise
1. 1 2  fc-hansa.de, 6. Juli 2009: Giannis Kondis im Probetraining, abgerufen am 6. Juli 2009
2. ↑  fc-hansa.de: Grieche Giannis Kondis wird nicht verpflichtet. 7. Juli 2009, abgerufen am 19. Januar 2021.

| Personendaten    | Personendaten               |
| ---------------- | --------------------------- |
| NAME             | Kondis, Giannis             |
| ALTERNATIVNAMEN  | Kondi, Albi                 |
| KURZBESCHREIBUNG | griechischer Fußballspieler |
| GEBURTSDATUM     | 4. Januar 1989              |
| GEBURTSORT       | Albanien                    |